# Artenova
Artenova foi uma editora fundada em 1962 no Rio de Janeiro, pelo empresário piauiense Álvaro dos Santos Pacheco.
Inicialmente direcionada para publicações especializadas, a editora começou a destacar-se a partir de 1969 pelo lançamento de autores inéditos ou pouco conhecidos no Brasil, como Anthony Burgess, Saul Bellow, Bernard Malamud, Konrad Lorenz, Victoria Holt, J. R. R. Tolkien, Raymond Chandler, Lawrence Sanders, René Barjavel, Thomas Tryon, John Fowles, Sylvia Plath, Iris Murdoch, além de Carl Jung, Rollo May, Jean Piaget e dos nacionais Rubem Fonseca, Clarice Lispector, Carlos Castelo Branco, João Ubaldo Ribeiro, então pouco conhecido. A editora publicou ainda diversos livros do seu próprio dono, também poeta de considerável reconhecimento.
A Artenova também participou de iniciativas para fomentar a venda de livros em bancas de jornais e ajudou a popularizar o livro de bolso publicando neste formato diversos títulos, assim com edições de quadrinhos, de personagens como a Charlie Brown e Pimentinha.